# Stazione di Piteccio
La stazione di Piteccio è una stazione ferroviaria posta sulla linea Bologna-Pistoia ("Porrettana"). Costruita per servire la località omonima, piccola frazione del comune di Pistoia, è stata per molti anni non servita da traffico viaggiatori fino al giugno 2022, quando i treni hanno ripreso tale servizio, nel periodo estivo, e limitatamente ai giorni festivi.

## Storia

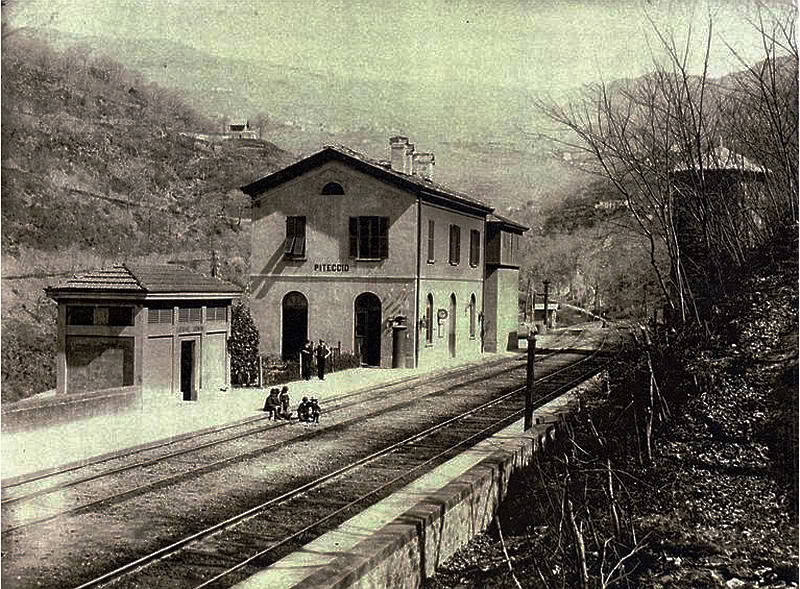
La stazione in una cartolina d'epoca

La stazione venne attivata nel 1864, in occasione alla costruzione della tratta ferroviaria avvenuta nello stesso anno.
Il 24 maggio 1927 venne attivato l'esercizio a trazione elettrica a corrente alternata trifase; la linea venne convertita alla corrente continua il 13 maggio 1935.
Stazione di passata importanza, è chiusa al traffico passeggeri dagli anni ottanta e risulta impresenziata.
Il 12 giugno 2022 è ripreso il servizio viaggiatori limitatamente ai giorni festivi del periodo estivo.

## Strutture e impianti
La stazione possiede un fabbricato viaggiatori e due binari serviti da due banchine per il servizio viaggiatori.
Lato Pistoia, il piazzale comprendeva due fabbricati alloggi per il personale nonché i binari di lanciamento (che si distaccava dal binario 1) e di salvamento (diramato dal binario 2) e un binario di servizio per l'area degli alloggi. Erano presenti altri fabbricati quali il magazzino merci, l'edificio della vecchia sottostazione elettrica, il fabbricato per i servizi igienici e un piccolo magazzino. Lato Bologna erano presenti vari fabbricati di servizio nonché il piano caricatore dello scalo merci, servito da due tronchini e da una sagoma limite di carico.
L'impianto disponeva anche di un impianto per il rifornimento idrico delle locomotive a vapore e collegato agli alloggi lato Pistoia, consistente in quattro torri dell'acqua e due colonnine poste sul piazzale.